# Coppa delle Alpi 1970
La Coppa delle Alpi 1970 è stata la decima edizione del torneo a cui hanno partecipato le squadre dei campionati italiano e svizzero. Il torneo ha visto la vittoria del Basilea.

## Prima fase

### Risultati

#### Prima giornata
| Squadra #1 | Ris. | Squadra #2 |
| ---------- | ---- | ---------- |
| Basilea    | 4-1  | Bari       |
| Lugano     | 3-3  | Lazio      |
| Young Boys | 1-1  | Fiorentina |
| Sampdoria  | 3-2  | Zurigo     |

#### Seconda giornata
| Squadra #1 | Ris. | Squadra #2 |
| ---------- | ---- | ---------- |
| Lazio      | 2-0  | Young Boys |
| Basilea    | 2-1  | Sampdoria  |
| Zurigo     | 6-2  | Bari       |
| Fiorentina | 4-1  | Lugano     |

#### Terza giornata
| Squadra #1 | Ris. | Squadra #2 |
| ---------- | ---- | ---------- |
| Basilea    | 3-3  | Fiorentina |
| Bari       | 2-1  | Young Boys |
| Lugano     | 1-1  | Sampdoria  |
| Lazio      | 3-0  | Zurigo     |

#### Quarta giornata
| Squadra #1 | Ris. | Squadra #2 |
| ---------- | ---- | ---------- |
| Lugano     | 2-0  | Bari       |
| Young Boys | 4-0  | Sampdoria  |
| Basilea    | 3-2  | Lazio      |
| Fiorentina | 2-1  | Zurigo     |

### Classifica squadre italiane
|  |    | Squadra    | Pt | G | V | N | P | GF | GS |
|  | -- | ---------- | -- | - | - | - | - | -- | -- |
|  | 1. | Fiorentina | 6  | 4 | 2 | 2 | 0 | 10 | 6  |
|  | 2. | Lazio      | 5  | 4 | 2 | 1 | 1 | 10 | 6  |
|  | 3. | Sampdoria  | 3  | 4 | 1 | 1 | 2 | 5  | 9  |
|  | 4. | Bari       | 2  | 4 | 1 | 0 | 3 | 5  | 13 |

### Classifica squadre svizzere
|  |    | Squadra    | Pt | G | V | N | P | GF | GS |
|  | -- | ---------- | -- | - | - | - | - | -- | -- |
|  | 1. | Basilea    | 7  | 4 | 3 | 1 | 0 | 12 | 7  |
|  | 2. | Lugano     | 4  | 4 | 1 | 2 | 1 | 7  | 8  |
|  | 3. | Young Boys | 3  | 4 | 1 | 1 | 2 | 6  | 5  |
|  | 4. | Zurigo     | 2  | 4 | 1 | 0 | 3 | 9  | 10 |

## Finale
| Arbitro: | Viliani |

|                            |           |                          |
| Hauser 15’ Wenger 19’, 76’ | Marcatori | 30’ Longoni 77’ Esposito |

| Basilea | Fiorentina |

|                     |    |                   |  |      |
|                     |    |                   |  |      |
|                     | 1  | Leufenburger 63'’ |  |      |
|                     | 2  | Mundschin         |  |      |
|                     | 3  | Kiefer            |  |      |
|                     | 4  | Ramseier          |  |      |
|                     | 5  | Paolucci          |  |      |
|                     | 6  | Sundermann        |  |      |
|                     | 7  | Rahmen            |  |      |
|                     | 8  | Reisch            |  |      |
|                     | 9  | Balmer            |  |      |
|                     | 10 | Helmuth Hauser    |  |      |
|                     | 11 | Peter Wenger      |  |      |
| Sostituzioni:       |    |                   |  |      |
|                     |    | Kunz              |  | 63'’ |
| Allenatore:         |    |                   |  |      |
| Svizzera (bandiera) |    |                   |  |      |

|               |    |                         |  |      |
|               |    |                         |  |      |
|               | 1  | Franco Superchi         |  |      |
|               | 2  | Ennio Pellegrini        |  |      |
|               | 3  | Giancarlo Galdiolo 46'’ |  |      |
|               | 4  | Giuseppe Brizi          |  |      |
|               | 5  | Giuseppe Longoni        |  |      |
|               | 6  | Salvatore Esposito      |  |      |
|               | 7  | Claudio Merlo           |  |      |
|               | 8  | Amarildo                |  |      |
|               | 9  | Giorgio Mariani         |  |      |
|               | 10 | Mario Maraschi          |  |      |
|               | 11 | Luciano Chiarugi        |  |      |
| Sostituzioni: |    |                         |  |      |
|               |    | Pierluigi Cencetti      |  | 46'’ |
| Allenatore:   |    |                         |  |      |
| Bruno Pesaola |    |                         |  |      |